# Can’t Forget Your Love/Perfect Crime: Single Edit
„Can’t Forget Your Love/PERFECT CRIME -Single Edit-” – dziesiąty singel japońskiej piosenkarki Mai Kuraki, wydany 18 sierpnia 2001 roku. Osiągnął 2 pozycję w rankingu Oricon i pozostał na liście przez 8 tygodni, sprzedał się w nakładzie 180 040 egzemplarzy. Singel zdobył status złotej płyty.

## Lista utworów
| Nr | Tytuł                                           | Słowa      | Kompozycja       | Aranżacja                                           | Czas |
| -- | ----------------------------------------------- | ---------- | ---------------- | --------------------------------------------------- | ---- |
| 1. | "Can’t Forget Your Love"                        | Mai Kuraki | Aika Ōno         | Cybersound, Akihito Tokunaga                        | 5:27 |
| 2. | "PERFECT CRIME -Single Edit-"                   | Mai Kuraki | Akihito Tokunaga | Daisuke Ikeda, Akihito Tokunaga                     | 5:41 |
| 3. | "PERFECT CRIME ~DJ ME-YA URBAN BEAT BOX REMIX~" | Mai Kuraki | Akihito Tokunaga | Daisuke Ikeda, Akihito Tokunaga Remixed by DJ ME-YA | 5:12 |
| 4. | "Can’t Forget Your Love" (Instrumental)         |            | Aika Ōno         | Cybersound, Akihito Tokunaga                        | 5:27 |
| 5. | "PERFECT CRIME -Single Edit-" (Instrumental)    |            | Akihito Tokunaga | Daisuke Ikeda, Akihito Tokunaga                     | 5:41 |